# س. إي. أوين سميث
س. إي. أوين سميث (بالإنجليزية: Charles Owen Smyth)‏ هو موظف مدني أسترالي، ولد في 1851، وتوفي في 1925.